# 暗く聖なる夜 (小説)
暗く聖なる夜（原題：Lost Light）は、マイケル・コナリーのハリー・ボッシュ・シリーズの9番目の作品である。ロサンゼルス市警を退職したボッシュが私立探偵として事件を捜査する。
本作と、次作『天使と罪の街』はボッシュの一人称形式で記述されている。

## あらすじ
前作『シティ・オブ・ボーンズ』の最後にロス市警を退職したボッシュは私立探偵となり、過去の未解決事件を再調査しようと考える。元同僚刑事ロートン・クロスからの電話をきっかけに、それらの事件のひとつであるアンジェラ・ベントン殺害事件を調べるべく、雇い主の映画製作会社社長アレグザンダー・テイラーを訪ねる。
4年前の当時、アンジェラは自宅で殺害され、性的暴行も行われたようであった。当時ボッシュは、キズミン・ライダーおよびジェリー・エドガーと3人で捜査に当たっていたが、数日後に捜査は強盗殺人課に移され、その後迷宮入りとなっていたのである。しかし、この事件の3日後に起きた現金強奪事件が当時衆目を集めた。ボッシュが聞き込みで居合わせていた映画ロケ現場で、撮影に使用される予定だった2百万ドルが強奪され、銀行の警備責任者レイモンド・ヴォーンが死亡し、銀行員ライナス・サイモンスンが負傷したという事件であった。
ライダーは本署の強盗殺人課から本部長室に異動していたが、ボッシュがこの古い事件を掘り返していることをについて、手を引かせろと上から圧力がかかっているとボッシュに伝える。
ボッシュは現金強奪事件の担当刑事だったロートン・クロスを訪ねる。彼は事件の翌年に相棒ジャック・ドーシーとバーにいるところを撃たれて、ドーシーは死亡し、クロスは四肢麻痺になっていた。彼によれば、事件から一年ほどしてFBIから連絡があり、予め控えられていた紙幣番号リストのひとつが間違っているという。その番号は別の場所での銀行強盗で盗まれた札であり、犯人は捕まって収監されていたのだ。
ボッシュはFBIのケン・ヌニュスに問い合わせて、当時ドーシーに電話してきた女性捜査官が誰かを訊こうとするが聞き出せず、その口ぶりから既に死亡していると予想して知り合いの記者ケイシャ・ラッセルに問い合わせたところ、同時期にマーサ・ゲスラーという捜査官が行方不明になっているという。
FBIを訪ねると、ロイ・リンデルが待ち受けている。ロイはゲスラー失踪事件の捜査ファイルをボッシュに非公式に見せ、捜査を個人的に依頼する。ロイによると、この件はFBIのREACT(対テロ組織)から圧力がかかっているという。
ボッシュはかつての同僚で監視カメラ販売業を営むバーネット・ビガーを訪ね、壁掛け時計に仕込まれた監視カメラを購入する。椅子から動けないクロスが妻に虐待されているという疑いを確認するためにそれを彼の部屋に仕掛ける。
ボッシュは図書館で関連する新聞記事を検索し、ついでにテロ関連の記事を検索したところ、ムソウワ・アジズなるものがテロ資金をメキシコに持ち出そうとして逮捕された記事が見つかる。そのあとボッシュがクロスの家に立ち寄ったところで、ジョン・ピープルズ率いるREACTチームに逮捕されてしまう。彼らはアジズが運んでいた金にからむテロ活動の捜査を行っており、ボッシュがその領域に踏み込んできたことを危険視したのである。ボッシュはテロの潜在的脅威よりも具体的な殺人事件の解決のために動くことを主張し、開放される。ボッシュはクロスの家に戻り、逮捕時にとっさに隠した捜査書類とクロスの部屋に仕掛けた監視カメラを回収する。カメラにはボッシュ逮捕後にクロスがFBIから拷問されている映像が残っていた。隠しておいた捜査書類には盗まれた紙幣の番号一覧があり、そこにはライナス・サイモンスンとジョスリン・ジョーンズという銀行員のサインがあった。
ボッシュはラスヴェガスに飛んで元妻のエレノアに会い、FBIに対してラスヴェガスにいると思わせるためにクレジットカードを預けてヴェガスで使うように依頼する。ボッシュはエレノアに新しい恋人ができている気配を感じ取る。
ボッシュは刑事事件専門の弁護士ジャニス・ラングワイザーを訪ね、監視カメラの映像を預けて事情を話す。そしてその映像のことをピープルズに話して捜査資料の提供とアジズへの面会許可を求めるが、アジズには一連の事件との関連は見つからない。その後ラングワイザーの事務所はFBIによって密かに捜索されたが、ボッシュとラングワイザーはその様子も監視カメラで録画に成功する。
バンクLAを訪ねると、紙幣番号リストにサインしていたライナス・サイモンスンは事件直後に辞職していたことが判明する。辞職後に銀行を訴え、そのあとは市内で複数のクラブを所有しているとのこと。しかしラングワイザーによると、彼が訴訟で得た和解金は5万ドルしかなかった。ボッシュはサイモンスンを訪ね、聞き込みを行う。
ボッシュは老人ホームで往年のジャズプレイヤーからサックスを習っている。
自宅に帰るとFBI REACTの捜査官が待ち構えていてボッシュを脅そうとするが、そこに別の男が複数襲ってきて発砲し、捜査官は死亡する。そこからボッシュと激しい戦いとなる。彼らはサイモンスンの一味だった。そのうちの一人を捕まえて脅したところ、アンジェラを殺したのはサイモンスンと警備責任者ヴォーンの仕業だという。ボッシュは彼らとの戦いに勝利し、サイモンスンは死亡した。
ボッシュはキズミン・ライダーとロイ・リンデルに対して一連の事件についての推理を話す。ヴォーンとサイモンスンが結託して現金強奪を計画し、仲間を集めた。それが銀行内部の者の犯行と疑われないようにするため、アンジェラを殺害して性犯罪を装った。サイモンスンは紙幣番号記録を改ざんし、ジョスリン・ジョーンズのサインを偽装する。しかしそこに記した偽の番号がたまたまテロ資金輸送事件の紙幣の番号に当たってしまい、FBIのマーサ・ゲスラーが探り始める。それを知った刑事ジャック・ドーシーは紙幣番号リストを作って現場にもいたサイモンスンが犯人だと気づき、サイモンスンに接近。マーサ・ゲスラーを誘拐したのではないか。
その後、ボッシュはふと気づき、クロスを訪ね、ドーシーと共謀してゲスラーを殺害したのではないかと尋問し、クロスはそれを認めて死体の隠し場所を白状する。ボッシュはリンデルとその場所を訪れ、ゲスラーの死体を発見する。これで捜査が終結した。
ボッシュはラスヴェガスに飛んで、住所を調べておいたエレノアの自宅を訪ねる。そこで初めて4歳になる娘マデリンを紹介される。5年前にエレノアがボッシュと別れる直前に身ごもった子であった。エレノアに誰かと付き合っている気配を感じたのは彼女のことだったのだ。

## 登場人物
- ハリー・ボッシュ：私立探偵
- エレノア・ウィッシュ：ボッシュの元妻、元FBI捜査官
- キズミン・ライダー：ロス市警時代のボッシュの元相棒
- ロートン・クロス：ロス市警本部強盗殺人課の元刑事
- ダニエル・クロス：ロートンの妻
- ジャック・ドーシー：ロートンの元相棒
- ロイ・リンデル：FBI捜査官
- マーサ・ゲスラー：FBI捜査官
- ジョン・ピープルズ：FBI捜査官
- アレグザンダー・テイラー：映画製作者
- アンジェラ・ベントン：テイラーの会社の社員、殺人事件の犠牲者
- レイモンド・ヴォーン：バンクLAの元警備部長
- ライナス・サイモンスン：バンクLAの元従業員
- ジョスリン・ジョーンズ：バンクLA従業員
- ケイシャ・ラッセル：ロサンゼルス・タイムズ紙専属記者
- ジャニス・ラングワイザー：弁護士で元検事
- サンダー・スザトマリ：保険会社事件調査官
- クェンティン・マッキンジー（シュガー・レイ・マック）：往年の名ジャズプレイヤー

## 受賞歴
本作は2004年エドガー賞長編賞にノミネートされたが、著者コナリーが当時アメリカ探偵作家クラブの会長職にあったことを理由に、著者自身が辞退した。

## 関連作品
- FBI捜査官ロイ・リンデルとボッシュとは、『トランク・ミュージック』(ハリー・ボッシュ・シリーズ長編第5作)以来の再会であった[2]。
- ボッシュが老人ホームで往年の名ジャズプレイヤー、シュガー・レイ・マックからサックスを習うシーンがあるが、二人の関係の始まりは短編『クリスマス・イーヴン』で紹介されている[3]。
- 本作を著者コナリーが米国でプロモーションツアーした際に、彼はジャズの名曲を集めたCD『Dark Sacred Night』を限定製作して配布した。収録されている曲はコナリーが著作中に聴いているものであり、小説の中でボッシュが聴いているものでもあるとのことである。そのライナーノーツには、それぞれの曲が関連するボッシュ・シリーズの作品からの引用が付いている[4]。